# Fenilcetonuria
La fenilcetonuria, conocida también como PKU, es una alteración congénita del metabolismo causada por la carencia de la enzima fenilalanina hidroxilasa, lo que se traduce en la incapacidad de sintetizar el aminoácido tirosina a partir de fenilalanina en el hígado. Es una enfermedad congénita con un patrón de herencia autosómico recesivo. Es un tipo de hiperfenilalaninemia.
La fenilcetonuria (del inglés phenylketonuria = PKU) es un trastorno del metabolismo; el cuerpo no metaboliza adecuadamente un aminoácido, la fenilalanina, por el déficit o ausencia de una enzima llamada fenilalanina hidroxilasa. Como consecuencia, la fenilalanina se acumula y resulta tóxica para el sistema nervioso central, ocasionando daño cerebral.

## Antecedentes históricos
Esta enfermedad, de tipo oligofrénico, fue descrita por primera vez por el médico noruego Ivar Asbjørn Følling en 1934 cuando detectó la enfermedad en dos niños con retardo motor y mental cuya madre explicaba que los pequeños tenían un olor peculiar en la orina y el sudor. Este síntoma específico recuerda al de los ratones o de establo y se nota en todos los afectados de fenilcetonuria. Al parecer es provocado por el ácido fenilacético eliminado vía renal y a través de los poros de la piel.
El doctor Følling creó una prueba con la cual pudo detectar la acumulación del ácido fenilpirúvico por el color verde que produce al contacto con el cloruro férrico. Følling llamó primero a la enfermedad imbecillitas phenylpyruvica en virtud de que en las observaciones que hacía de la enfermedad notaba que esta cursaba con un grave daño cerebral. Posteriormente y durante algún tiempo la enfermedad llevó su nombre: enfermedad de Følling. No fue sino hasta 3 años después de la primera descripción de la enfermedad que Lionel Penrose y Juda Hirsch Quastel la bautizaron como fenilcetonuria, que fue considerado un nombre más específico y con el que se la conoce actualmente. Durante 25 años se utilizó la prueba de reacción del cloruro férrico de Følling para la detección de la enfermedad en Europa y Estados Unidos.
En 1947, el doctor George A. Jervis, quien sería director del Instituto para la Investigación Básica de Problemas del Desarrollo, observó que cuando se administraba una dosis de fenilalanina a individuos sanos se elevaba la tasa de formación de tirosina, otro aminoácido. Sin embargo cuando se suministraba la fenilalanina a individuos que padecían fenilcetonuria no presentaban tal elevación. Los avances en el tratamiento no se iniciaron hasta 1953, año en que Jervis demostró que el defecto enzimático de la enfermedad involucraba la deficiencia de la enzima fenilalanina hidroxilasa que cataliza la reacción bioquímica que transforma la fenilalanina en tirosina. Ese mismo año el doctor alemán Horst Bickel determinó que el exceso de fenilalanina en la dieta era la causa de la conducta hiperactiva y descontrolada de los pacientes con la enfermedad. Decidió, a petición de la madre de una de sus pacientes de dos años de edad, crear una dieta baja en fenilalanina, lo que mejoró sustancialmente la calidad de vida de la niña. A partir de las nuevas evidencias se publicaron varios trabajos en los que se demostraba la efectividad de las dietas bajas en fenilalanina, basadas en los hallazgos del doctor Jervis. Estos eventos llevaron a la creación de los programas de exámenes a recién nacidos que hoy en día se siguen utilizando.
En 1983 los doctores Li Chen y Savio L. C. Woo, ambos del Departamento de Medicina Celular y Genética en la Escuela de Medicina Mount Sinai, aislaron e identificaron por primera vez el gen que codifica la elaboración de la enzima fenilalanina hidroxilasa, cuya carencia es responsable de la enfermedad.
La fenilcetonuria es una de las enfermedades que son causa de deficiencia mental prevenible, como el hipotiroidismo congénito.

## Etiología
La fenilcetonuria tiene como rasgo principal la herencia genética autosómica recesiva, es decir, los padres son portadores de los genes defectuosos y al ser traspasados de ambos progenitores la enfermedad se expresa en los descendientes.
La causa de la enfermedad es la carencia de la enzima fenilalanina hidroxilasa (FAOH) o de la dihidropterina reductasa (DHPR). La fenilalanina hidroxilasa cataliza la hidroxilación de fenilalanina en tirosina, pero esta reacción solo es posible acoplada a la acción de la dihidropterina reductasa. Por ello, el defecto o falta de alguna de ellas determina un incremento de la concentración sanguínea de fenilalanina al impedirse su transformación en tirosina. También se aumenta la transaminación de la fenilalanina como vía metabólica alternativa, y asimismo se acumulan los metabolitos fenilpiruvato, fenilactato y fenilacetato. El defecto en la síntesis de FAOH se debe a una anomalía génica localizada en el cromosoma 12, y el de la DHPR en el cromosoma 4. Existen también formas de la enfermedad con déficits parciales.
El fenilpiruvato es un metabolito neurotóxico que afecta gravemente al cerebro durante el crecimiento y el desarrollo. Los efectos de su acumulación causan oligofrenia fenilpirúvica, caracterizada por un cociente intelectual inferior a 20. Los primeros meses de vida los niños que padecen esta enfermedad parecen estar sanos. Entre los tres y los seis meses pierden el interés por el entorno, y al año se evidencia un retraso importante en su desarrollo. Los síntomas suelen ser retraso psicomotor, cuadros psicóticos de tipo autista, convulsiones, síndrome de West, convulsiones generalizadas y un eczema facial muy rebelde. Por lo general su desarrollo físico es bueno, tienden a tener el cabello más claro que sus hermanos, piel clara, y presentan un olor característico a paja mojada.
La técnica de Guthrie es la prueba que se utiliza para determinar esta enfermedad. Consiste en la detección de la fenilalanina mediante la inhibición que el metabolito β-2-tienialanina, derivado de la fenilalanina, produce sobre el crecimiento del Bacillus subtilis (cepa ATCC 60.51). El test de cribado tiene una sensibilidad y especificidad cercanas al 99%.

## Cuadro clínico
Los primeros síntomas de la fenilcetonuria se manifiestan algunas semanas después del nacimiento, iniciándose con una elevación de la fenilalanina en el plasma hasta un nivel 30 veces superior al normal y por la excreción de ácido fenilpirúvico por la orina. Debe tratarse tempranamente para evitar la acumulación de este aminoácido en la sangre, y así un daño en el desarrollo del cerebro. Aquellos que modificaron sus conductas alimenticias a tiempo tendrán un desarrollo completamente normal.
Lo importante es que se detecte al nacer o en los primeros meses de vida. El portador de esta anomalía no detectado tempranamente, que nace tras un embarazo normal y sin complicaciones, se desarrolla durante los primeros meses casi siempre sin mostrar anormalidad ninguna. Sin embargo, Partington encontró, casi en la mitad de los lactantes, la existencia de vómitos en los primeros meses de vida, y en un tercio de ellos una irritabilidad inacostumbrada. En una proporción similar de casos, a los padres ya les había llamado la atención un desagradable olor del cuerpo del niño. Una parte de ellos mostró dermatosis eccematiformes durante el primer trimestre y 7 de 36 ya habían tenido ataques convulsivos en el primer año de vida. A los 9 meses llama la atención el retraso en el desarrollo psicomotor. 

### Datos físicos
Es importante aclarar que el fenilcetonúrico detectado al nacer no presenta ninguna anomalía ni rasgo distintivo, a excepción de una alimentación diferente. Pero aquellos fenilcetonúricos no tratados pueden presentar cierta tendencia a la baja estatura, y también se han descrito casos con tallas superiores a las frecuentes. La dentición suele retrasarse hasta después del undécimo mes.
La gran mayoría de los fenilcetonúricos muestran una piel clara, ojos azules y color claro del pelo. Alrededor del 10% poseen cabellos oscuros. La pobreza de pigmentos llama más la atención en los pueblos de cabellos oscuros. La piel de los portadores, además de ser clara, es muy suave, aterciopelada y muy sensible.

## Diagnóstico
El diagnóstico de la enfermedad se realizó, durante décadas, con ayuda de la positividad de la prueba del cloruro férrico en la orina. Existen casos raros en los que no se encuentra siempre el ácido fenilpirúvico en la orina; éste sólo aparece cuando se ha expuesto al niño a una sobrecarga dietética o cuando tiene fiebre; estos casos se consideran como defectos parciales.
En la actualidad se utiliza la técnica de Guthrie para determinar esta enfermedad, con el examen de una muestra de sangre obtenida del talón, que se realiza al nacer.

## Tratamientos

### Tratamiento dietético
Anteriormente algunos investigadores opinaban que la dieta baja en fenilalanina sólo tenía que seguirse hasta los 10 años. Sin embargo, ya hay evidencia suficiente para decir que lo mejor para los pacientes con fenilcetonuria es seguir esta dieta de por vida. El abandonar la dieta, aunque sea después de la adolescencia, aún tiene repercusiones en el cerebro
En términos simples, la dieta baja en fenilalanina es una dieta baja en proteínas. Las proteínas están hechas de largas cadenas de aminoácidos entre ellos la fenilalanina, por eso la dieta consiste en alimentos bajos en proteínas acompañada de alimento médico diseñado para pacientes con PKU. 
Las proteínas son importantes porque catalizan y controlan casi todos los procesos celulares. Cuando una persona ingiere proteína, el cuerpo la descompone en aminoácidos y luego los utiliza para crear sus propias proteínas. La dieta para personas con PKU tiene el objetivo de proveerles proteína libre de fenilalanina y los aminoácidos necesarios para la actividad celular normal.
La evidencia hasta el momento indica que los pacientes con esta condición pueden esperar un desarrollo mental y expectativa de vida normal, si controlan el nivel de fenilalanina durante toda la vida. Si se consume demasiada fenilalanina, los efectos no se notan rápidamente, pero altos niveles en sangre pueden producir discapacidad mental severa y otros problemas neurológicos. Niveles altos de fenilalanina en la sangre por periodos cortos puede causar problemas de atención, irritabilidad, y estado anímico. Mantener estable el nivel de fenilalanina, es tan importante como mantenerlo entre 120-360 umol/L ( 2-6 mg/dL ).
Niñas con Fenilcetonuria, diagnosticadas y tratadas de manera temprana, llegan a la edad fértil sin retraso mental. Sus hijos, en principio no fenilcetonúricos, pueden sufrir si el nivel de fenilalanina en la sangre incrementa aunque sea de manera moderada. Estos niveles elevados pasan a través de la placenta, y pueden dañar al feto cuyos órganos están en desarrollo. Los efectos encontrados han sido: cardiopatías congénitas, retraso del crecimiento intrauterino, cerebros muy pequeños y retraso mental. Hoy se sabe que esto puede prevenirse con instauración de un buen control dietético desde antes del embarazo y durante todo el embarazo.

### Kuvan™ (Dihidrocloruro de sapropterina) para PKU
Kuvan™ (dihidrocloruro de sapropterina), conocido anteriormente como Phenoptin™, es el primer fármaco aprobado por la FDA para el tratamiento de la fenilcetonuria, en diciembre de 2007.
Designado fármaco huérfano en los Estados Unidos y la Unión Europea; Fast Track ha concedido en los Estados Unidos
BioMarin socio de Merck Serono (una división de Merck KGaA, Darmstadt, Alemania) que presentó una solicitud de autorización de comercialización (MAA) a la Agencia Europea de Medicamentos (EMEA) en noviembre de 2007.
Sapropterina dihidrocloruro, el ingrediente activo en Kuvan, es una forma sintética de 6R-BH4 que actúa como cofactor esencial de la enzima que funciona en conjunción con fenilalanina hidroxilasa (PAH) para metabolizar el aminoácido fenilalanina (Phe). Este fármaco ayuda a recuperar algo de la actividad normal de la enzima fenilalanina hidroxilasa. Es importante remarcar que este fármaco sólo funciona en un pequeño porcentaje de pacientes con PKU, y no es una cura. Tomar este fármaco diariamente ayuda a mantener el nivel de fenilalanina en un rango seguro.

### Tratamientos experimentales
Estos tratamientos se están estudiando pero aún no se sabe si son efectivos y seguros. 

#### Sustitución deenzimas
Este tratamiento busca sustituir las enzimas que no funcionan correctamente con otras enzimas que le permitan al hígado procesar la fenilalanina.
Esto bajaría el nivel de PHE en la sangre. La enzima sustituto es fenilalanina amonio liasa (PAL) con polietilenglicol (PEG). PEG-PAL convierte PHE en ácido trans-cinámico (TCA) y amonio, que se convierten en compuestos no tóxicos que el cuerpo puede manejar fácilmente. Los primeros estudios en humanos han mostrado que sí hay una reducción significativa del nivel de fenilalanina. Se requieren más estudios para comprobar la eficacia, dosis adecuada y seguridad del fármaco.

#### Repoblación terapéutica dehepatocitos.
La idea es reemplazar algunas de los hepatocitos de los pacientes con PKU, con hepatocitos sanos. Se puede pensar en este tratamiento como si fuera un micro trasplante. Un trasplante de órgano no es buena idea para pacientes con PKU porque esta condición no pone la vida en peligro, y la dieta baja en PHE controla o elimina todos los síntomas severos de la fenilcetonuria.

#### Terapia genética
Esto introduciría un gen funcional para reemplazar al gen de la fenilalanina hidroxilasa que no funciona correctamente. Este tratamiento está en las primeras etapas de investigación, es prometedor pero tiene implicaciones serias de efectos secundarios. Algunos laboratorios han tenido éxito en pruebas con ratones, pero aún no se ha estudiado en humanos.

## Datos conductuales
Se espera que el desenlace clínico sea muy alentador si la dieta se sigue estrictamente, comenzando poco después del nacimiento del niño; pero si el tratamiento se retrasa o el trastorno permanece sin tratamiento, se presentará daño cerebral. El rendimiento escolar se puede deteriorar levemente.
Si no se evitan los alimentos con fenilalanina, la fenilcetonuria puede conducir a retraso mental hacia el final del primer año de vida.
Investigaciones realizadas entre familiares cuidadores de menores con PKU en Estados Unidos indican que los progenitores aprenden con facilidad qué alimentos están prohibidos en la dieta baja en proteínas. Sin embargo, muestran importantes lagunas en cuanto a los alimentos que se pueden consumir libremente o de manera restringida. Esto puede suponer un problema a largo plazo para los diagnosticados con fenilcetonuria en cuanto a la adherencia a la dieta, ya que esta resulta aún más restrictiva de lo necesario. Existen datos sobre Dinamarca, Estonia y España en la misma línea aún sin publicar. Los autores de dicha investigación ofrecen un test validado para conocer online de forma inmediata el conocimiento que los cuidadores poseen sobre la dieta PKU.

## Incidencia
Se estima que uno de cada 23,930 nacimientos en el mundo presenta este desorden metabólico. La fenilcetonuria es fácilmente detectable en los análisis de laboratorio que se le hacen a los neonatos, también conocidos como tamizaje neonatal. 
| País                   | 1 La prevalencia global de PKU se estimó en 1:23 930 recién nacidos |
| ---------------------- | ------------------------------------------------------------------- |
| Italia                 | 4,000                                                               |
| Irlanda                | 4,545                                                               |
| Irán                   | 5,000                                                               |
| Turquía                | 6,667                                                               |
| Arabia Saudita         | 14,245                                                              |
| Irak                   | 14,286                                                              |
| Emiratos Árabes Unidos | 14,493                                                              |
| Alemania               | 5,360                                                               |
| República Checa        | 5,521                                                               |
| Austria                | 5,764                                                               |
| Eslovaquia             | 5,753                                                               |
| Eslovenia              | 7,143                                                               |
| Polonia                | 8,309                                                               |
| Estonia                | 7,143                                                               |
| Rusia                  | 7,714                                                               |
| Bielorrusia            | 7,692                                                               |
| Croacia                | 8,333                                                               |
| Francia                | 9,091                                                               |
| Reino Unido            | 10,000                                                              |
| Bélgica                | 11,000                                                              |
| Países Bajos           | 11,546                                                              |
| España                 | 10,115                                                              |
| Portugal               | 12,500                                                              |
| Noruega                | 11,457                                                              |
| Suecia                 | 12,681                                                              |
| Dinamarca              | 13,434                                                              |
| Finlandia              | 112,000                                                             |
| Canadá                 | 15,000                                                              |
| Estados Unidos         | 25,000                                                              |
| Argentina              | 15,715                                                              |
| Chile                  | 19,231                                                              |
| Brasil                 | 25,000                                                              |
| México                 | 27,778                                                              |
| Perú                   | 46,970                                                              |
| Tailandia              | 227,273                                                             |
| Japón                  | 125,000                                                             |
| Filipinas              | 116,006                                                             |
| Singapur               | 83,333                                                              |
| China                  | 15,924                                                              |

## Características clínicas raras
- Cifosis.
- Pies planos.
- Espina bífida.
- Sindactilia en los dedos de los piokies.
- Bloqueo cardiaco intraventricular.
- Hipogenitalismo.
- Dermografismo.
- Sensibilidad a la luz.
- Hipersegmentación de las células neutrófilas de la sangre.
- Disminución de la tolerancia a la galactosa.
- Metabolismo basal ligeramente elevado.

Las etapas del desarrollo habitual, la edad en la que el niño se sienta y habla, a veces, se alcanzan a la edad normal, pero de ordinario se retrasa. En la edad límite en que debe esperarse que el niño normalmente realice estos actos, el 35% no puede andar y el 63% no puede hablar.
Estos niños, en general, tienen un peso y talla promedio por debajo del correspondiente a su edad. En la mitad de los casos tiene microcefalia y prominencia del maxilar.
Sus movimientos son lentos y patosos y a menudo suelen adoptar la posición de sastre. Las anomalías del tono muscular que contribuyen a estos cambios son de origen neurológico. Dos de cada tres pacientes tienen hiperreflexia tediciosa e hipercinesia sobreañadida estos últimos son voluntarios y muy variados.

## Biología hereditaria

Herencia autosómica recesiva. Modo de herencia entre dos portadores del gen de una enfermedad autosómica recesiva y monogénica.

En una familia que presente un miembro con enfermedad manifiesta existe una probabilidad del 25% de que en el próximo embarazo nazca de nuevo un portador de la anomalía. La transmisión se reparte por igual en los dos sexos.
En la mayoría de los casos los padres son normales. A menudo están emparentados entre sí, y raramente tienen otros parientes afectados. El nacimiento de niños normales de madres fenilcetonúricas establece el hecho de que el feto no recibe ningún daño irrecuperable por las anormalidades metabólicas de la madre.
Cuando en la familia del niño han existido portadores de la anomalía debe repetirse la prueba de Følling varias veces porque puede ocurrir que el ácido haya desaparecido al pasar unas horas. En los pañales el ácido se mantiene solo unas horas.
Inmediatamente después del nacimiento la prueba del cloruro férrico suele ser negativa. La positividad más precoz se inicia a los 14 días y la más tardía a los 35. 

## Contenido de fenilalanina en los alimentos.
Generalmente se puede considerar que cada gramo de proteína contiene 50 mg de fenilalanina. Esta cantidad varía de alimento a alimento pero esa estimación hace más fácil estimar cuanta fenilalanina se consume al día.  

### Alimentos con alto contenido de fenilalanina por tener alto contenido de proteína.
1. Lácteos
2. Pollo
3. Res
4. Puerco/Cerdo
5. Pescado
6. Leguminosas
7. cereales.

Además, hay que evitar consumir aspartamo porque contiene altos niveles de fenilalanina. El aspartamo está presente en productos libres de azúcar, chicles, dulces, algunos jarabes pediátricos, vitaminas y muchos medicamentos para mejorar su sabor.  
|                      | Fenilalanina en mg/g de alimento. |
| Manzana fresca       | 0.080                             |
| Papaya fresca        | 0.105                             |
| Pera fresca          | 0.110                             |
| Chabacanos frescos   | 0.130                             |
| Arándanos congelados | 0.150                             |
| Ciruela fresca       | 0.150                             |
| Sandía fresca        | 0.150                             |
| Piña fresca          | 0.160                             |
| Mango fresco         | 0.165                             |
| Uvas frescas         | 0.180                             |
| Durazno fresco       | 0.190                             |
| Fresas               | 0.230                             |
| Limón                | 0.195                             |
| Mandarina fresca     | 0.195                             |
| Melón                | 0.240                             |
| Arándano             | 0.225                             |
| Apio crudo           | 0.210                             |
| Apio cocido          | 0.240                             |
| Tomate cherry        | 0.240                             |
| Té                   | 0.000                             |
| Jugo de manzana      | 0.030                             |
| Café                 | 0.060                             |
| Jugo de naranja      | 0.120                             |
| Jugo de uva          | 0.130                             |

### Hallazgos patológicos
La fenilcetonuria fuera del sistema nervioso central no produce alteraciones patológicas sobresalientes. Los cambios que han podido ser observados en el sistema nervioso central afecta a la desmienilización de los axones de las áreas motriz y frontal del cerebro, si bien aún se desconoce el mecanismo fisiológico real por el que la acumulación de fenilalanina en el cerebro produce la deficiencia mental observada en los sujetos sin tratar. Hallazgos ocasionales han señalado alteraciones inespecíficas del hígado, alteraciones del tipo de la hipoplasia en la glándula pituitaria o en las gónadas.

### Procedimiento práctico
El sabor de todos los preparados que contienen proteínas tras la hidrólisis ácida es desagradable, por lo que su aporte lleva aparejadas considerables dificultades sobre todo en los periodos iniciales. Tras un período de adaptación la mayoría de los pacientes toleran fácilmente su ingesta. En los últimos años las farmacéuticas han avanzado mucho en la mejora de los sabores y de la presentación de los complementos nutricionales que los pacientes con PKU deben tomar.
Después de haber planteado el diagnóstico se recurre a una alimentación totalmente libre de fenilalanina durante 10-20 días de esta forma se calcula el nivel exacto de proteínas que el paciente necesita. Este procedimiento se hace con todos los pacientes pues cada uno necesita cantidades especiales exactamente calculadas.

## Pronóstico
Todos los pacientes que se diagnostican a los pocos días del nacimiento y empiezan una dieta baja en fenilalanina, pueden esperar un desarrollo mental normal. Salvo raras excepciones, los pacientes que no son tratados tempranamente presentan daños al sistema nervioso que son irreversibles. 